# Domenico Silvio Passionei

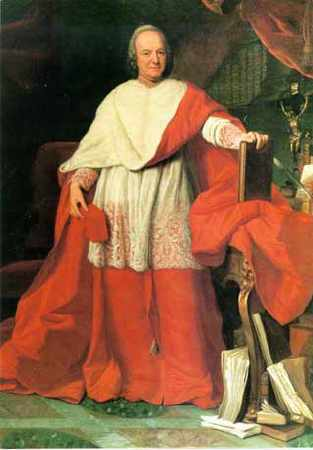
Kardinal Passionei (Gemälde von Domenico und Giuseppe Duprà, 18. Jh.)

Domenico Silvio Passionei (* 2. Dezember 1682 in Fossombrone; † 5. Juli 1761 im Eremo di Camaldoli, Monte Porzio Catone) war Kardinal der Römischen Kirche.

## Leben
Passionei ging 1695 nach Rom, wo er Philosophie am Collegio Clementino und Rechtswissenschaften an der Universität La Sapienza studierte. Bereits in dieser Zeit unterhielt er Kontakte zu vielen Gelehrten in Europa, darunter auch Protestanten und Jansenisten. 1706 wurde er als päpstlicher Legat nach Paris gesandt, wo er zwei Jahre blieb. Danach nahm er als Abgesandter des Heiligen Stuhls an den Friedenskonferenzen von Den Haag 1708 und Utrecht 1712 in den Niederlanden infolge des Spanischen Erbfolgekrieges teil.
Nach seiner Rückkehr nach Rom wurde er Prälat, zog sich aber von 1717 bis 1721 auf sein Gut in Fossombrone zurück, nachdem ihm der Posten eines Apostolischen Nuntius verweigert worden war. Unter dem neuen Papst Innozenz XIII. wurde er 1721 doch zum Nuntius in Luzern und zum Titularerzbischof von Ephesus ernannt. Von 1730 bis 1738 war er Nuntius in Wien. Am 23. Juni 1738 wurde er als Kardinalpriester mit der Titelkirche San Bernardo alle Terme in das Kardinalskollegium aufgenommen. 1741 wurde er stellvertretender Bibliothekar der Vatikanischen Bibliothek unter Angelo Maria Quirini, dem er 1755 im Amt des Bibliothekars nachfolgte. 1755 wechselte er zur Titelkirche Santa Prassede, behielt aber in commendam bis 1761 zusätzlich seine vorherige Titelkirche bei. 1755 wurde er als auswärtiges Mitglied in die Königlich Preußische Sozietät der Wissenschaften sowie als Mitglied in die Académie royale des inscriptions et belles-lettres in Paris aufgenommen.
Seine umfangreiche Büchersammlung mit zahlreichen Handschriften wurde nach seinem Tod 1761 für die Biblioteca Angelica in Rom angekauft.